# 20567 McQuarrie
A 20567 McQuarrie (ideiglenes jelöléssel 1999 RS129) a Naprendszer kisbolygóövében található aszteroida. A LINEAR projekt keretében fedezték fel 1999. szeptember 9-én.